# Resolutie 1988 Veiligheidsraad Verenigde Naties
Resolutie 1988 van de Veiligheidsraad van de Verenigde Naties werd op 17 juni 2011 unaniem aangenomen door de VN-Veiligheidsraad. De resolutie maakte voor het eerst een onderscheid tussen de sancties tegen de Taliban en die tegen Al Qaida. Resolutie 1989, die tijdens dezelfde bijeenkomst werd aangenomen, behandelde verder de sancties tegen Al Qaida.

## Achtergrond
In 1979 werd Afghanistan bezet door de Sovjet-Unie, die vervolgens werd bestreden door Afghaanse krijgsheren. Toen de Sovjets zich in 1988 terugtrokken raakten ze echter slaags met elkaar. In het begin van de jaren 1990 kwamen ook de Taliban op. In september 1996 namen die de hoofdstad Kabul in. Tegen het einde van het decennium hadden ze het grootste deel van het land onder controle en riepen ze een streng islamitische staat uit. 
In 2001 verklaarden de Verenigde Staten met bondgenoten hun de oorlog en moesten ze zich terugtrekken, waarna een interim-regering werd opgericht. Die stond onder leiding van Hamid Karzai die in 2004 tot president werd verkozen.

## Inhoud

### Waarnemingen
De Veiligheidsraad erkende dat de situatie in Afghanistan was veranderd en dat een aantal Taliban zich hadden verzoend met de Afghaanse overheid en de terroristische ideologie van Al Qaida afgezworen. Het was van belang dat alle personen en groepen die als Taliban werden aangeduid het aanbod tot verzoening van de overheid aanvaardden. De Afghaanse overheid had gevraagd de namen van hen die dat hadden gedaan van de VN-sanctielijst te schrappen.

### Handelingen
De landen moesten de sancties met betrekking tot personen en entiteiten die op die sanctielijst stonden en gelieerd werden aan de Taliban in stand houden. De namen die gelieerd werden aan Al Qaida en de Taliban werden op een nieuwe aparte lijst gezet.
Er werd ook een nieuw comité opgericht dat onder meer moest toezien op de uitvoering van de sancties en beslissen over aanvragen tot schrapping van de sanctielijst. Er werd voorts beslist dat het waarnemingsteam dat in 2004 met resolutie 1526 was opgericht, het comité achttien maanden moest bijstaan.

### Bijlage I
In bijlage werden de verantwoordelijkheden van het waarnemingsteam ten opzichte van het nieuwe comité opgelijst.

## Verwante resoluties
- Resolutie 1943 Veiligheidsraad Verenigde Naties (2010)
- Resolutie 1974 Veiligheidsraad Verenigde Naties
- Resolutie 1989 Veiligheidsraad Verenigde Naties
- Resolutie 2011 Veiligheidsraad Verenigde Naties

Lijst ·  1967 ·  1968 ·  1969 ·  1970 ·  1971 ·  1972 ·  1973 ·  1974 ·  1975 ·  1976 ·  1977 ·  1978 ·  1979 ·  1980 ·  1981 ·  1982 ·  1983 ·  1984 ·  1985 ·  1986 ·  1987 ·  1988 ·  1989 ·  1990 ·  1991 ·  1992 ·  1993 ·  1994 ·  1995 ·  1996 ·  1997 ·  1998 ·  1999 ·  2000 ·  2001 ·  2002 ·  2003 ·  2004 ·  2005 ·  2006 ·  2007 ·  2008 ·  2009 ·  2010 ·  2011 ·  2012 ·  2013 ·  2014 ·  2015 ·  2016 ·  2017 ·  2018 ·  2019 ·  2020 ·  2021 ·  2022 ·  2023 ·  2024 ·  2025 ·  2026 ·  2027 ·  2028 ·  2029 ·  2030 ·  2031 ·  2032